# Sitticus distinguendus
Sitticus distinguendus là một loài nhện trong họ Salticidae.
Loài này thuộc chi Sitticus en được Eugène Simon miêu tả năm 1868.